# Ононський район
Оно́нський район (рос. Ононский район) — район у складі Забайкальського краю Російської Федерації.
Адміністративний центр — село Нижній Цасучей.

## Населення
Населення — 9597 осіб (2019; 11199 в 2010, 13614 у 2002).

## Адміністративний поділ
Район адміністративно поділяється на 11 сільських поселень:
| Поселення                             | Площа, км² | Населення, осіб (2002) | Населення, осіб (2010) | Населення, осіб (2019) | Центр           | Населені пункти |
| ------------------------------------- | ---------- | ---------------------- | ---------------------- | ---------------------- | --------------- | --------------- |
| Більшовистське сільське поселення     | 449,76     | 1318                   | 1021                   | 824                    | Більшовик       | 4               |
| Буйлесанське сільське поселення       | 310,28     | 748                    | 525                    | 479                    | Буйлесан        | 2               |
| Верхньоцасучейське сільське поселення | 344,43     | 1007                   | 945                    | 841                    | Верхній Цасучей | 1               |
| Дурулгуйське сільське поселення       | 510,77     | 1197                   | 982                    | 837                    | Новий Дурулгуй  | 2               |
| Імалкинське сільське поселення        | 591,65     | 1196                   | 689                    | 465                    | Красна Імалка   | 2               |
| Кулусутайське сільське поселення      | 409,59     | 924                    | 689                    | 599                    | Кулусутай       | 2               |
| Нижньоцасучейське сільське поселення  | 26,23      | 3427                   | 3363                   | 3112                   | Нижній Цасучей  | 1               |
| Новозоринське сільське поселення      | 444,12     | 992                    | 805                    | 671                    | Нова Зоря       | 2               |
| Тут-Халтуйське сільське поселення     | 461,85     | 758                    | 626                    | 526                    | Тут-Халтуй      | 2               |
| Холуй-Базинське сільське поселення    | 349,05     | 1036                   | 671                    | 471                    | Холуй-База      | 2               |
| Чиндантське сільське поселення        | 308,64     | 1011                   | 883                    | 772                    | Чиндант 1-й     | 3               |

## Найбільші населені пункти
| №  | Населений пункт | Населення, осіб (2002) | Населення, осіб (2010) |
| -- | --------------- | ---------------------- | ---------------------- |
| 1  | Нижній Цасучей  | 3427                   | 3363                   |
| 2  | Верхній Цасучей | 1007                   | 945                    |
| 3  | Новий Дурулгуй  | 1013                   | 828                    |
| 4  | Нова Зоря       | 992                    | 805                    |
| 5  | Кулусутай       | 924                    | 689                    |
| 6  | Чиндант 1-й     | 676                    | 619                    |
| 7  | Красна Імалка   | 824                    | 530                    |
| 8  | Тут-Халтуй      | 582                    | 488                    |
| 9  | Буйлесан        | 647                    | 472                    |
| 10 | Кубухай         | 577                    | 452                    |